# 大島 (大分県佐伯市)
大島（おおしま）は、大分県佐伯市の豊後水道に浮かぶ島。鶴見半島先端の鶴御崎の北方約600mに位置する離島である。他に多数ある大島と区別して豊後大島（ぶんごおおしま）とも呼ばれる。

## 概要

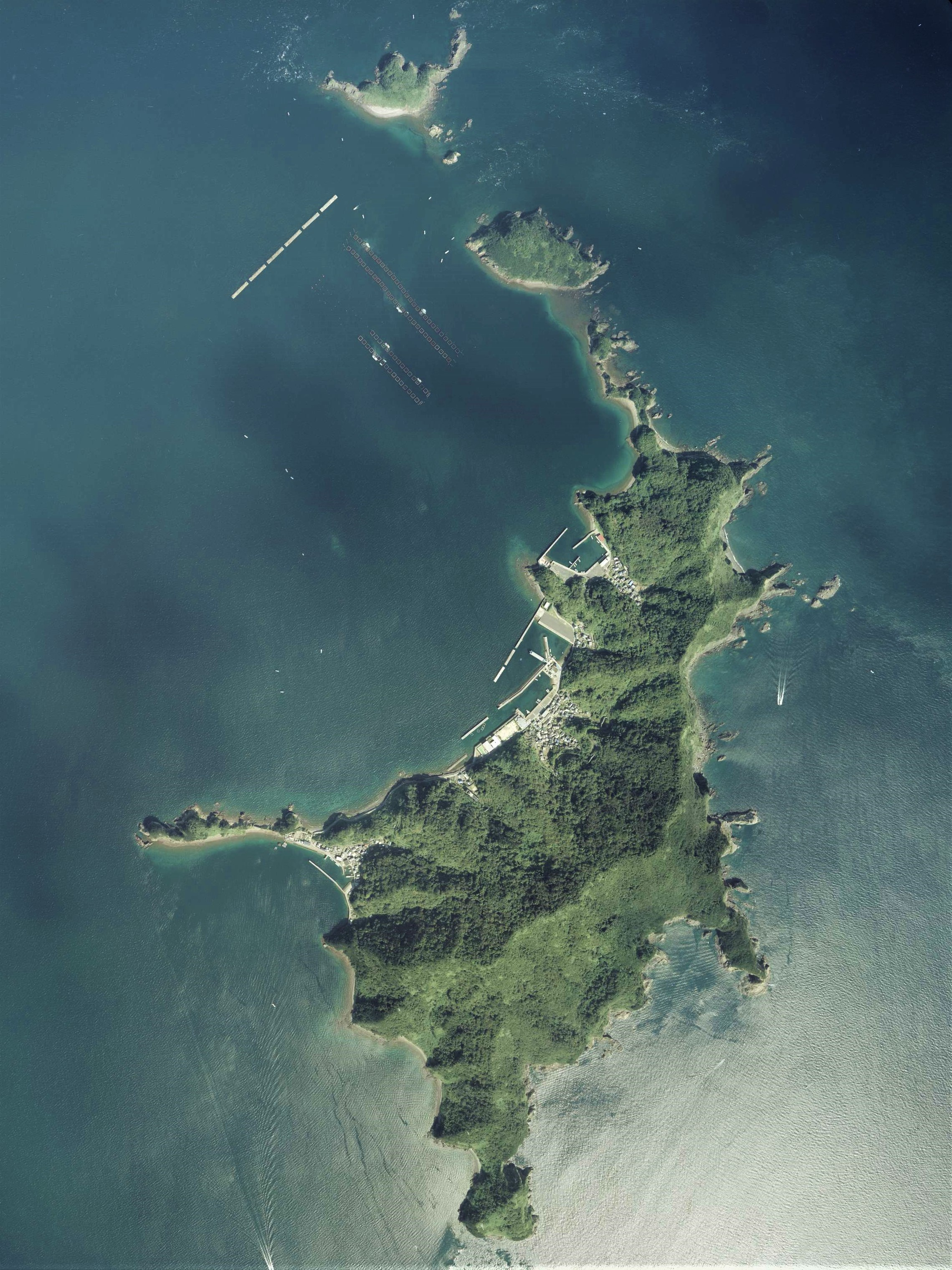
大島（大分県佐伯市）の空中写真。2009年撮影。。

鶴見半島北側の梶寄浦から元ノ間海峡を挟んだ位置にあり、大島からさらに北には小間島や高手島が浮かぶ。大島は面積1.63km2、周囲は約11.9kmの島である。最高地点は標高193m。人口は85人（2024年1月現在）。
リアス式海岸特有の地形が発達しており、壇ノ窓の岩門、壇ノ鼻の海食洞をはじめとする海食地形が連なる東岸および高手島、小間島、先ノ瀬、水ノ子島は日豊海岸国定公園に指定されている。鶴見半島との間にある元の間海峡には、大潮の時には2mもの潮目（渦巻き）が生じる。
島には亜熱帯植物が生い茂り、中でも樹齢400年を超えるアコウの大樹は大分県の天然記念物に指定されている。
島内で唯一の日常品の買い物ができる田の浦農協があったが2023年（令和5年）3月に解散したため、同年6月から佐伯市鶴見振興局と鶴見地区社会福祉協議会、ボランティア団体が連携して買い物代行支援が開始されている。

## 教育
- 佐伯市立大島中学校（休校中）
- 佐伯市立大島小学校（休校中）

## 交通

### 航路
- 佐伯葛港 - 丹賀港 - 大島地下港 - 大島田の浦港

佐伯葛港との間に定期船「おおしま」が、平日は1日3便、日祝は1日2便運航されている。便によって丹賀港、大島地下港を経由するものがあり、佐伯葛港 - 大島田の浦港間の所要時間は約30-40分。1988年に就航した「おおしま」の老朽化に伴い、2012年10月1日に新造船「おおしまII」が就航した。